# Влодзімежув (гміна Александрув)
Влодзімежув (пол. Włodzimierzów) — село в Польщі, у гміні Александрув Пйотрковського повіту Лодзинського воєводства.
Населення — 83 особи (2011).
У 1975-1998 роках село належало до Пйотрковського воєводства.

## Демографія
Демографічна структура станом на 31 березня 2011 року:
|          | Загалом | Допрацездатний вік | Працездатний вік | Постпрацездатний вік |
| -------- | ------- | ------------------ | ---------------- | -------------------- |
| Чоловіки | 39      | 12                 | 23               | 4                    |
| Жінки    | 44      | 9                  | 25               | 10                   |
| Разом    | 83      | 21                 | 48               | 14                   |